# When the Eagle Flies
When the Eagle Flies es el séptimo álbum de estudio de la banda de rock inglesa Traffic. Fue publicado en septiembre de 1974 a través del sello discográfico Island Records.

## Grabación y contenido

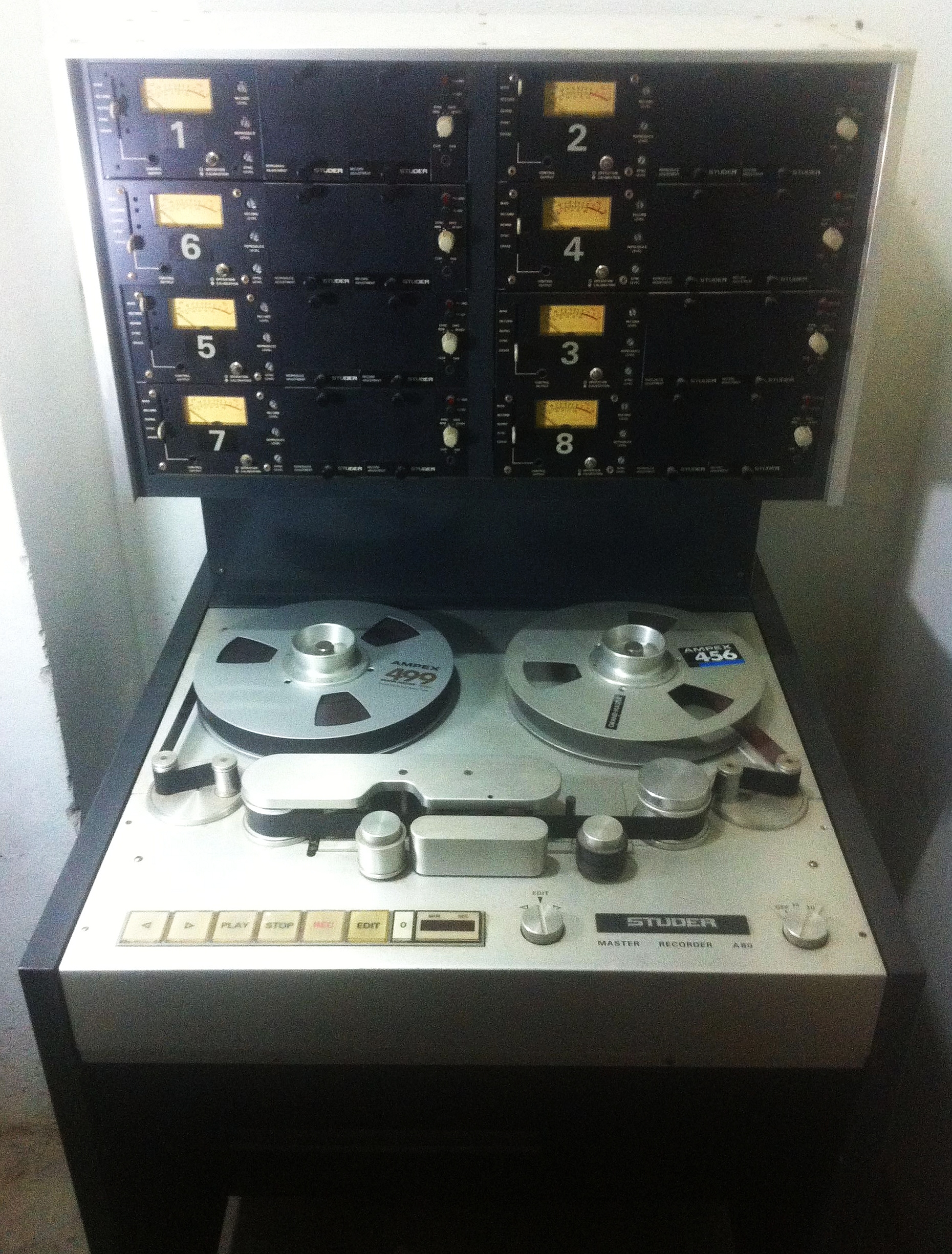
Una grabadora de ocho pistas de la época.

Las sesiones de grabación del álbum tuvieron lugar en tres estudios diferentes. La mayor parte de When the Eagle Flies se grabó en una grabadora de ocho pistas en el estudio de la banda, Netherturkdonic, en Gloucestershire, Inglaterra. Varias de las pistas básicas se grabaron en vivo en el Reino Unido, en una gira corta que precedió a las sesiones de estudio, usando The Island Mobile, una de las pocas instalaciones de grabación remota dedicadas disponibles para grupos en el Reino Unido en la década de 1970. Luego se sobregrabaron en Netherturkdonic. El percusionista Rebop Kwaku Baah fue despedido antes de que se completara el álbum. Steve Winwood, Jim Capaldi y Chris Wood reclutaron al bajista jamaiquino Rosko Gee, que había tocado en la banda de reggae británica Gonzales.
When the Eagle Flies contenía siete canciones. Como siempre, la mayor parte del material fue escrito por Winwood (música) y Capaldi (letra), con la excepción de la mini-suite «Dream Gerrard», que presentaba letra de Vivian Stanshall, exlíder de Bonzo Dog Doo-Dah Band, en cuyo reciente álbum en solitario Winwood había aparecido como artista invitado. Winwood toca una variedad más amplia de instrumentos de teclado que la mayoría de los álbumes anteriores de Traffic, añadiendo sintetizador Moog a «Graveyard People». La composición de Chris Wood, «Moonchild Vulcan», fue grabada para el álbum, pero finalmente fue descartada en favor de «Memories of a Rock n' Rolla». Sin embargo, la canción fue tocada en la gira de apoyo al álbum, y luego se lanzó una versión en vivo de Traffic en el CD póstumo de Wood Vulcan, lanzado en 2008.

## Recepción de la crítica
El álbum recibió reseñas positivas por parte de los críticos. Un escritor no especificado de la revista Cash Box declaró: “El tan esperado LP de Traffic ya está aquí y todas las cosas buenas que el baterista Jim Capaldi ha dicho sobre él en innumerables entrevistas son ciertas. El disco brilla con la estabilidad y la inventiva de músicos que conocen a la perfección los hábitos y tendencias musicales de cada uno y, sin embargo, el sonido que produce el grupo es fresco y vigorizante”.

## Lista de canciones
Todas las canciones escritas y compuestas por Steve Winwood y Jim Capaldi, excepto donde esta anotado.
Lado uno
1. «Something New» – 3:15
2. «Dream Gerrard» Winwood, Vivian Stanshall) – 11:03
3. «Graveyard People» – 6:05

Lado dos
1. «Walking in the Wind» – 6:48
2. «Memories of a Rock n' Rolla» – 4:50
3. «Love» – 3:20
4. «When the Eagle Flies» – 4:24

## Certificaciones y ventas
| País                                                     | Certificación | Ventas   |
| -------------------------------------------------------- | ------------- | -------- |
| Estados Unidos (RIAA)                                    | Oro           | 500 000* |
| *cifras de ventas basadas únicamente en la certificación |               |          |